# Virtual Wishing Tree
Virtual Wishing Tree es el tercer álbum del dueto conformado por los músicos del género electrónico Martyn Ware y Vince Clarke publicado en 2003. Esto forma parte de su proyecto común Illustrious Company.
Fue meramente un experimento de los músicos, de tan sólo seis temas sin fines comerciales.
El 'Virtual Wishing Tree' ('El Árbol Virtual de los Deseos') fue un proyecto de Clarke and Ware de sonido 3D, en este caso para sonorizar un evento en Nueva York en colaboración con el Interfaith Museum en octubre de 2003 que se llamó 'Sacred Waterways of New-York'.
Este álbum estuvo inspirado en el ritual ancestral Shinto de colgar deseos de un 'árbol de los deseos'.
Para realizar este álbum, previamente se recopilaron deseos dejados en un contestador desde todas partes del mundo. Esos deseos se mezclaron con una base creada por sonidos ambientales.   
Illustrious editó un CD de edición muy limitada de la pieza final.

## Listado de canciones
1. Branch One
2. Branch Two
3. Branch Three
4. Branch Four
5. Branch Five